# Brian P. Schmidt
Brian P. Schmidt (sinh năm 1967) là một nhà thiên văn. Ông và Saul Perlmutter và Adam G. Riess được trao giải Nobel Vật lý năm 2011 nhờ phát hiện vũ trụ đang giãn nở với tốc độ tăng dần. 
Brian P. Schmidt là một giáo sư nổi tiếng, từng đoạt giải thưởng Ủy viên Hội đồng nghiên cứu Australia và vật lý thiên văn tại Đài quan sát núi Stromlo và Trường Nghiên cứu Thiên văn và Vật lý thiên văn Đại học Quốc gia Australia và được biết đến với nghiên cứu của mình trong việc sử dụng siêu tân tinh như đầu dò vũ trụ. 
Trong lúc nghiên cứu hàng chục vụ ngôi sao phát nổ và tìm ra các phép đo siêu tân tinh xa xôi, ba nhà khoa học này đã phát hiện ra rằng hệ thống các thiên hà đang mở rộng với tốc độ nhanh chưa từng thấy và sự giãn nở của vũ trụ không phải đang chậm đi hay đảo chiều, mà thật sự đang tăng tốc.
Phát hiện trên được công bố vào năm 1998 và đã làm thay đổi kiến thức của nhân loại về vũ trụ. Ủy ban Nobel còn cho biết thêm phát hiện trên hoàn toàn gây bất ngờ ngay cả đối với những người phát hiện ra nó. Sự phát hiện này là tiền đề tạo ra nhiều học thuyết giải thích cho sự giãn nở của vũ trụ, nhất là "năng lượng đen huyền bí" mà đến bây giờ sự tồn tại của nó vẫn chưa được chứng minh. Theo Ủy ban Nobel, nếu quá trình giãn nở vẫn tiếp tục tăng tốc, vũ trụ sẽ biến thành băng.

## Thời thơ ấu và giáo dục
Schmidt là con một, sinh năm 1967 tại núi Montana, nơi cha của ông là một nhà sinh vật học thủy sản. Khi ông được 13 tuổi, gia đình anh chuyển đến Anchorage, Alaska.
Schmidt học trường phổ thông trung học ở Anchorage, Alaska, và tốt nghiệp vào năm 1985. Ông nói rằng ông muốn là một nhà khí tượng học "kể từ khi tôi khoảng năm tuổi" nhưng "... Tôi đã làm một số công việc tại Cục thời tiết quốc gia Mỹ ở Anchorage và rất không thích nó, ít khoa học, không phải là thú vị khi tôi nghĩ, có nhiều công việc thường lệ. Nhưng tôi đoán tôi chỉ là một chút ngây thơ về một nhà khí tượng học".. Quyết định nghiên cứu thiên văn học, mà ông đã xem như là "một trò tiêu khiển nhỏ", được thực hiện ngay trước khi ông ghi danh theo học tại trường đại học. Ông đã tốt nghiệp cử nhân vật lý, cử nhân thiên văn học từ Đại học Arizona vào năm 1989. Ông đã nhận bằng thạc sĩ và sau đó là tiến sĩ từ Đại học Harvard vào năm 1993. Luận án tiến sĩ Schmidt đã được giám sát bởi Robert Kirshner và sử dụng siêu tân tinh loại II để đo hằng số Hubble.
Tại Harvard, ông đã gặp người vợ tương lai của mình, (Jenny) Úc Jennifer M Gordon, một nghiên cứu sinh tiến sĩ kinh tế. Năm 1994, ông chuyển đến Úc.

## Công tác
Schmidt là một nghiên cứu sinh sau tiến sĩ tại Trung tâm vật lý học thiên thể Harvard-Smithsonia (1993-1994) trước khi chuyển sang Đài quan sát núi Stromlo vào năm 1995.
Schmidt đã chỉ huy chương trình High-Z SN Search tầm nguyên sự mở rộng của vũ trụ trong thời gian gần 8 tỷ năm ánh sáng trong quá khứ. Năm 1998, ê kíp này, cùng với Dự án Vũ trụ học siêu tân tinh, được tìm thấy bằng chứng về việc mở rộng gia tốc của vũ trụ, một thành tích mà được chọn là đột phá của năm của tạp chí Science.
Schmidt hiện đang chỉ huy dự án kính thiên văn SkyMapper và dự án liên quan Khảo sát bầu trời phương Nam.